# Sociedad Química y Minera de Chile
La Sociedad Química y Minera de Chile (SQM o SOQUIMICH) es una empresa minera privada que se dedica a la explotación, procesamiento y comercialización del nitrato de potasio y fertilizantes de especialidad, yodo, potasio y litio en Chile.

## Historia

### Empresa estatal (1968-1983)
Creada en 1968 como una Sociedad Minera Mixta entre particulares y el Estado de Chile (Compañía Salitrera Anglo-Lautaro 62,5% y CORFO 37,5%). La nueva empresa queda integrada por la combinación de los yacimientos y bienes de la Compañía Salitrera Anglo-Lautaro y la Empresa Salitrera Victoria de la CORFO.
A finales de 1966 se plantea el problema del vencimiento del estanco administrado por COVENSA (30 de julio de 1968) y la forma de organizar la industria del salitre. Se entra en negociaciones con la Anglo-Lautaro para la conformación de una sociedad o acuerdo. Llegándose a la creación de la SQM. Con ello se pretendía una reestructuración de la alicaída producción del salitre, aumentar las inversiones y mejorar la explotación. Como resultado de ello SQM adquiere el monopolio en la explotación y comercialización del salitre.
En 1971, el Estado de Chile por medio de la CORFO adquiere el 100% de la propiedad y con ello queda nacionalizado la explotación del salitre.

### Empresa privada (1983-)
Entre 1983 y 1988 se procedió a su privatización durante la dictadura militar, traspasando la empresa del Estado de Chile a Julio Ponce Lerou, el por entonces yerno de Augusto Pinochet, por una suma de 7.237.000 UF (20.300.000.000 de pesos) mediante el traspaso de CORFO del 93% de las acciones del Estado y a pesar de que la transacción tenía un valor aproximado de 35.800.000.000 de pesos (valorizada a la moneda chilena de 1986). En ese periodo, comienza la explotación de nitrato de potasio en Coya Sur (1986).
En 1993 comienzan las operaciones de la planta de nitrato de potasio técnico, y comienza la internacionalización de la compañía. En 1995 comienza la producción de cloruro de potasio en el Salar de Atacama y dos años más tarde de carbonato de litio en el Salar del Carmen. En 2005 adquirió Kemira Emirates Fertilizers Company, empresa productora de fertilizantes solubles.
El 24 de septiembre de 2012, se adjudicó la licitación para acceder a los contratos especiales de operación del litio, tras ofrecer CLP 19 301 millones, superando la oferta del consorcio coreano Posco Consortium de CLP 8 256 millones y la de la Sociedad Legal Minera NX UNO de Peine de CLP 2 750 millones. La empresa tendrá la facultad de explorar y explotar hasta 100 mil toneladas de litio metálico en 20 años, en cualquier área del territorio nacional con excepción de las concesiones mineras constituidas conforme al código de minería de 1932. Una vez que se inicie la explotación por parte de ella, el Estado recibirá un royalty del 7 % del total de las ventas brutas mensuales del mineral.[cita requerida]
Desde 2015 comenzó a ser investigada por casos de corrupción a través del financiamiento de campañas políticas y fraude al fisco durante los años 2006 a 2014, abriéndose el denominado Caso SQM. El 16 de marzo de 2015 el Directorio de SQM resuelve no entregar antecedentes solicitados por la Fiscalía.
En diciembre de 2020 se firmó un contrato de venta de carbonato de litio e hidróxido de litio con la  LG Energy Solutions por un término de 8 años de 2021 - 2029 que se utilizará principalmente en la fabricación de baterías de vehículos eléctricos.

## Recursos

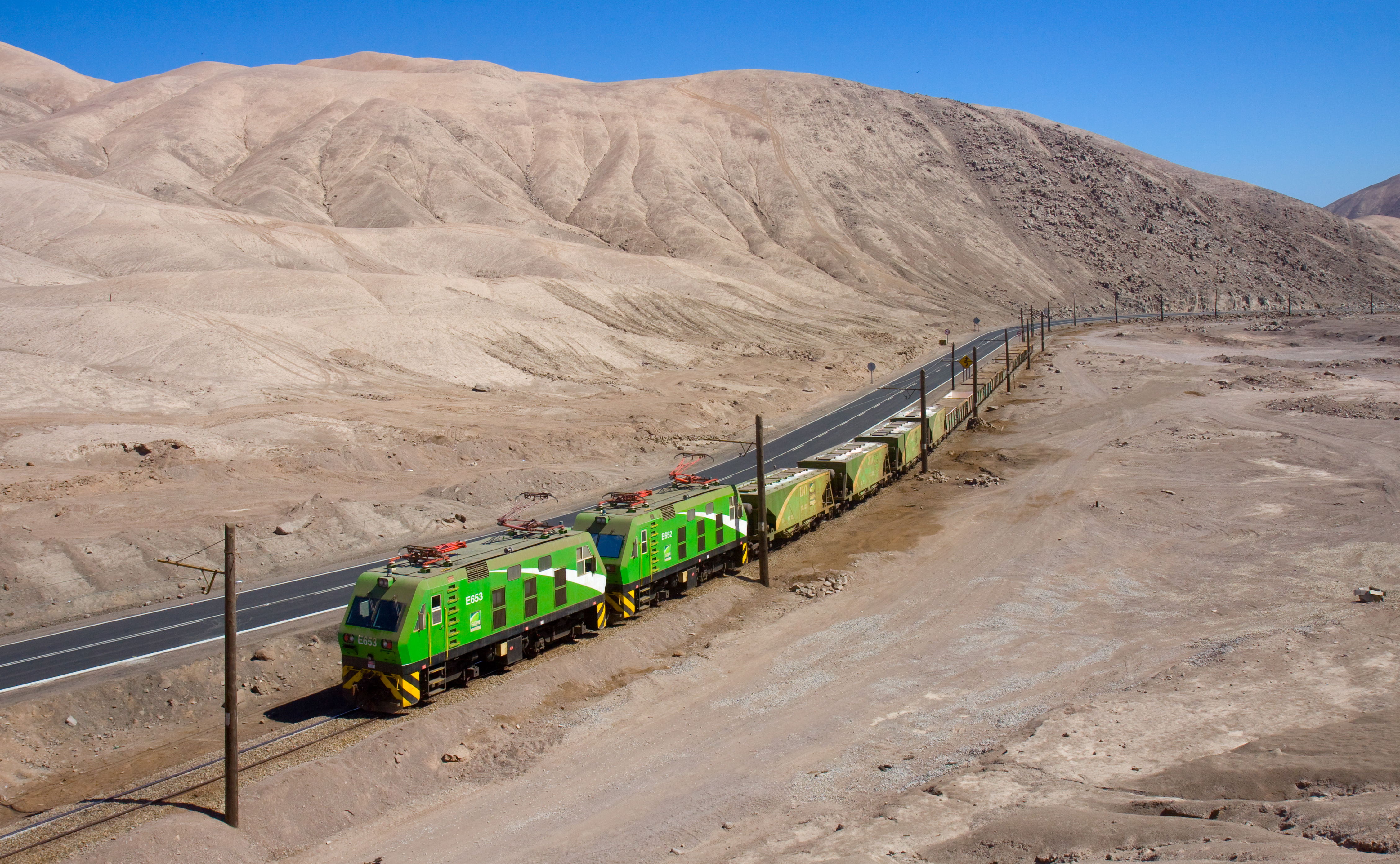
Tren de SQM llegando a Barriles.

La zona explotación de la SQM comprende las pampas calicheras, salares y oficinas salitreras de las regiones de Tarapacá (Nueva Victoria) y Antofagasta —Oficina María Elena, Coya Sur, Oficina Pedro de Valdivia, Pampa Blanca, Salar de Atacama, Salar del Carmen y Yumbes—.
Anteriormente en funcionamiento estaban la Oficina Victoria (fin de faenas en octubre de 1979), Oficina Alemania (hasta 1976)

## Caso SQM
Soquimich ha sido parte de una serie de investigaciones por la emisión de boletas falsas, en el marco del escándalo político y caso judicial conocido como Caso SQM. El caso fue descubierto en el marco de las investigaciones de la Fiscalía de Chile por el denominado Caso Penta. En el caso SQM estuvieron involucrados diversos políticos importantes, tales como Joaquín Lavín (UDI), Pablo Wagner (UDI), Pablo Longueira (UDI) y Fulvio Rossi (exPS).